# Holopogon snowi
Holopogon snowi är en tvåvingeart som beskrevs av Werner Back 1909. Holopogon snowi ingår i släktet Holopogon och familjen rovflugor. Inga underarter finns listade i Catalogue of Life.